# سیارک ۳۹۶۴
سیارک ۳۹۶۴ (به انگلیسی: 3964 Danilevskij، نامگذاری:1974RG1) سه هزار و نهصد و شصت و چهارمین سیارک کشف شده‌است که در ۱۲ سپتامبر ۱۹۷۴ کشف شد.
قدر مطلق سیارک برابر ۱۳٫۰۰ است.